# Guillermo Daniel Rodríguez
Guillermo Daniel Rodríguez Pérez (Montevideo, 21 de marzo de 1984) es un futbolista uruguayo. Juega como defensa central en el Sud América de la Segunda División de Uruguay.

## Trayectoria
Guillermo Rodríguez nació en Montevideo, Uruguay y juega como defensor central.

### Danubio
Comenzó su carrera en Danubio de su país en 2002, jugando allí por dos años, ese mismo año fue subcampeón campeonato el cual fue ganado por Club Nacional. Además jugó la Copa Sudamericana 2002. En el 2003 logró con el Danubio la clasificación a la Copa Sudamericana 2004 y obtuvo el torneo clausura del campeonato Uruguayo en 2004 en un equipo plagado de figuras como el colombiano Carlos Sánchez, además de Carlos Grossmüller, Juan Manuel Salgueiro y Walter Gargano.

### Atlas
En 2004 cuando tenía 20 años fue enviado a préstamo al Atlas de México. Jugó un total de 29 partidos y anotó 2 goles.

### Lens
En 2006 emigra a Europa para jugar en el Racing Club de Lens de Francia, pero no logra consolidarse, pero a pesar de aquello logra clasificar a la Copa de la UEFA 2006-07. En aquel equipo también estaban jugadores como Alou Diarra, Seydou Keita y Benoît Assou-Ekotto. Jugó con el dorsal número 7.

### Independiente
A mediados de 2006 pasa a jugar en Independiente de Argentina. Tras su primer semestre considerado bueno, tuvo ofertas de clubes de Italia como Società Sportiva Lazio. Allí tuvo momentos buenos como cuando marcó el gol del empate en el clásico de Avellaneda del Clausura 2007 y sus actuaciones como defensor a finales del Apertura '07, aunque entre sus momentos malos están que, a principios de aquel torneo, había marcado dos goles en contra, uno accidentalmente en el partido contra Boca Juniors, y el segundo también de forma accidental contra Colón de Santa Fe. Tuvo su momento polémico cuando sujetó del cuello al juez de línea en un partido con Boca, en la Bombonera, fue suspendido con 5 fechas. Además fue dirigido por Claudio Borghi, Américo Gallego y Pedro Troglio con quien fue su mejor momento. También jugó la Copa Sudamericana 2008 y fue eliminado por Estudiantes de La Plata

### Peñarol
En 2009 fue fichado por Peñarol, equipo con el que se consagró Campeón Uruguayo en la temporada 2009-10. Jugó la Copa Sudamericana 2010 y llegó a la final de la Copa Libertadores 2011 con Peñarol, siendo titular del equipo en la zaga.

### Cesena
En el año 2011 es fichado por el Cesena italiano por 3 años, aquí coincidió con su compatriota Jorge Martínez y el defensor francés Yohan Benalouane. Ese año descendió a la Serie B (Italia).

### Torino
Guille no tenía intenciones de seguir en el Cesena de Italia, a pesar de que su contrato expiraba dentro de un par de años, dado que el equipo descendió a la Serie B. El 4 de agosto de 2012 sella su pase al Torino hasta el 30 de junio de 2013, con opción de renovación por dos años más. En este equipo coincidió con su compatriota Pablo Cáceres, el esloveno Valter Birsa y el argentino Marcelo Larrondo. Además clasificó a la Liga Europea de la 2014-15.

### Hellas Verona
En 2014 se incorpora al Hellas Verona. Aquí compartió en camerino con su compatriota Nicolás López, el mexicano Rafael Márquez, el argentino Javier Saviola y el italiano Luca Toni.

### Peñarol
El 23 de septiembre de 2015 luego de varias idas y venidas, arregla su vuelta a Peñarol de la Primera División de Uruguay,donde ganó el Campeonato Uruguayo 2015-16, además de jugar la Copa Libertadores 2016.

### Chiapas
Luego de estar un semestre de inactivo, a finales del 2016 volvió a entrenar. Medios uruguayos y peruanos publicaban que Pablo Bengoechea quien lo dirigió en Club Atlético Peñarol pidió a Guille y Luis Aguiar, solo el canario llegó a Alianza Lima, Rodríguez decidió llegar a un acuerdo con Jaguares de Chiapas club con el que descendió de categoría.

### Universitario de Deportes
Desde fines del 2018 se rumoreó su llegada a Universitario, el 7 de enero fue confirmado como nuevo refuerzo de Universitario de Deportes junto a Alejandro Hohberg para jugar por todo el 2019. Fue un pedido del entrenador chileno Nicolás Córdova y jugará al lado de Germán Denis, quien fue su compañero en Club Atlético Independiente. Al comenzar la temporada fue habitual titular del club merengue, sin embargo, fue perdiendo continuidad tras 2 autogoles en 2 partidos seguidos, constantes lesiones y por bajo rendimiento. Tras la salida de Córdova y la llegada de Ángel Comizzo, Guille no tendría espacio en el elenco crema, sin embargo, el club hará respetar su contrato dado que no está en condiciones económicas para romper el contrato. A final de temporada no fue renovado su contrato debido a su bajo rendimiento y constantes lesiones. Jugó un total de 9 partidos.

## Selección nacional
Ha sido internacional con la Selección de fútbol de Uruguay. En el sudamericano sub-20 del 2003 sufrió una fractura de tibia y peroné, en una jugada fortuita con el jugador peruano Enrique Ismodes. Aquella ocasión los charrúas ganaron 4-1. Tras participar de las selecciones juveniles, Jorge Fossati lo convocó para la Copa América 2004, debutó en la mayor el 13 de julio de 2004, ingresando a los 44 minutos del primer tiempo por Fabián Estoyanoff en Uruguay 2-4 Argentina, por la primera fase de la Copa América 2004 en Perú. Disputó 12 partidos internacionales oficiales, sin convertir goles. Jugó al lado del mítico jugador uruguayo Diego Forlán. Además fue convocado para el repechaje del 2005 contra Australia, previo a la Copa Mundial de Fútbol de 2006.

## Clubes
Actualizado al último partido disputado el 25 de junio de 2022.
| Club          | País      | Año           | Part. | Goles | Asist. |
| ------------- | --------- | ------------- | ----- | ----- | ------ |
| Danubio       | Uruguay   | 2002-2004     | 42    | 2     | 0      |
| Atlas         | México    | 2005          | 29    | 4     | 0      |
| Lens          | Francia   | 2006          | 2     | 0     | 0      |
| Independiente | Argentina | 2006-2009     | 93    | 3     | 1      |
| Peñarol       | Uruguay   | 2009-2011     | 63    | 2     | 0      |
| Cesena        | Italia    | 2011-2012     | 29    | 0     | 1      |
| Torino        | Italia    | 2012-2014     | 30    | 0     | 0      |
| Hellas Verona | Italia    | 2014-2015     | 15    | 0     | 0      |
| Peñarol       | Uruguay   | 2015-2016     | 21    | 1     | 0      |
| Chiapas       | México    | 2017          | 1     | 0     | 0      |
| Cerro         | Uruguay   | 2018          | 7     | 0     | 0      |
| Universitario | Perú      | 2019          | 9     | 0     | 0      |
| Sud América   | Uruguay   | 2020-Presente | 52    | 0     | 1      |
| Total carrera |           | 2002-2022     | 393   | 12    | 3      |

## Estadísticas
| Danubio F. C. · Uruguay |               |               |     |    |   |    |    |    |     |    |
| 1.ª | 2002          | 5             | 0   | -  | - | -  | -  | 5  | 0   |    |
| 1.ª | 2003          | 18            | 1   | -  | - | -  | -  | 18 | 1   |    |
| 1.ª | 2004          | 17            | 1   | -  | - | 2  | 0  | 19 | 1   |    |
| Total club | Total club    | 40            | 2   | 0  | 0 | 2  | 0  | 42 | 2   |    |
| Atlas F. C. · México |               |               |     |    |   |    |    |    |     |    |
| 1.ª | C-2005        | 15            | 2   | -  | - | -  | -  | 52 | 6   |    |
| 1.ª | A-2005        | 14            | 2   | -  | - | -  | -  | 14 | 2   |    |
| Total club | Total club    | 29            | 4   | 0  | 0 | 0  | 0  | 29 | 4   |    |
| R. C. Lens Francia |               |               |     |    |   |    |    |    |     |    |
| 1.ª | 2006          | 2             | 0   | -  | - | -  | -  | 2  | 0   |    |
| Total club | Total club    | 2             | 0   | 0  | 0 | 0  | 0  | 2  | 0   |    |
| C. A. Independiente Argentina |               |               |     |    |   |    |    |    |     |    |
| 1.ª | A-2006        | 15            | 0   | -  | - | -  | -  | 15 | 0   |    |
| 1.ª | C-2007        | 15            | 1   | -  | - | -  | -  | 15 | 1   |    |
| 1.ª | A-2007        | 18            | 0   | -  | - | -  | -  | 18 | 0   |    |
| 1.ª | C-2008        | 18            | 2   | -  | - | -  | -  | 18 | 2   |    |
| 1.ª | A-2008        | 10            | 0   | -  | - | 2  | 0  | 12 | 0   |    |
| 1.ª | C-2009        | 15            | 0   | -  | - | -  | -  | 15 | 0   |    |
| Total club | Total club    | 91            | 3   | 0  | 0 | 2  | 0  | 93 | 3   |    |
| C. A. Peñarol · Uruguay |               |               |     |    |   |    |    |    |     |    |
| 1.ª | 2009-10       | 29            | 0   | -  | - | -  | -  | 29 | 0   |    |
| 1.ª | 2010-11       | 20            | 2   | -  | - | 14 | 0  | 34 | 2   |    |
| 1.ª | 2015-16       | 19            | 1   | -  | - | 2  | 0  | 21 | 1   |    |
| Total club | Total club    | 68            | 3   | 0  | 0 | 16 | 0  | 84 | 3   |    |
| Cesena F. C. · Italia |               |               |     |    |   |    |    |    |     |    |
| 1.ª | 2011-12       | 28            | 0   | 1  | 0 | -  | -  | 29 | 0   |    |
| Total club | Total club    | 28            | 0   | 1  | 0 | 0  | 0  | 29 | 0   |    |
| Torino F. C. · Italia |               |               |     |    |   |    |    |    |     |    |
| 1.ª | 2012-13       | 22            | 0   | 1  | 0 | -  | -  | 23 | 0   |    |
| 1.ª | 2013-14       | 7             | 0   | 1  | 0 | -  | -  | 8  | 0   |    |
| Total club | Total club    | 29            | 0   | 2  | 0 | 0  | 0  | 31 | 0   |    |
| Hellas Verona F. C. · Italia |               |               |     |    |   |    |    |    |     |    |
| 1.ª | 2014-15       | 13            | 0   | 2  | 0 | -  | -  | 15 | 0   |    |
| Total club | Total club    | 13            | 0   | 2  | 0 | 0  | 0  | 15 | 0   |    |
| Chiapas F. C. · México |               |               |     |    |   |    |    |    |     |    |
| 2.ª | 2016-17       | -             | -   | 1  | 0 | -  | -  | 1  | 0   |    |
| Total club | Total club    | 0             | 0   | 1  | 0 | 0  | 0  | 1  | 0   |    |
| C. A. Cerro · Uruguay |               |               |     |    |   |    |    |    |     |    |
| 1.ª | 2018          | 7             | 0   | -  | - | -  | -  | 7  | 0   |    |
| Total club | Total club    | 7             | 0   | 0  | 0 | 0  | 0  | 7  | 0   |    |
| C. Universitario D. · Perú |               |               |     |    |   |    |    |    |     |    |
| 1.ª | 2019          | 9             | 0   | -  | - | -  | -  | 9  | 0   |    |
| Total club | Total club    | 9             | 0   | 0  | 0 | 0  | 0  | 9  | 0   |    |
| Sud América · Uruguay |               |               |     |    |   |    |    |    |     |    |
| 1.ª | 2020          | 21            | 0   | -  | - | -  | -  | 21 | 0   |    |
| 1.ª | 2021          | 20            | 0   | -  | - | -  | -  | 20 | 0   |    |
| 2.ª | 2022          | 11            | 0   | -  | - | -  | -  | 11 | 0   |    |
| Total club | Total club    | 52            | 0   | 0  | 0 | 0  | 0  | 52 | 0   |    |
| Total carrera | Total carrera | Total carrera | 368 | 12 | 6 | 0  | 20 | 0  | 394 | 12 |
| (1) Incluye datos de la Copa Italia, Copa México. (2) Incluye datos de la Copa Sudamericana, Copa Libertadores. (3) No incluye goles en partidos amistosos. |               |               |     |    |   |    |    |    |     |    |

## Palmarés

### Campeonatos nacionales
| Título              | Club    | País    | Año     |
| ------------------- | ------- | ------- | ------- |
| Campeonato Uruguayo | Danubio | Uruguay | 2004    |
| Campeonato Uruguayo | Peñarol | Uruguay | 2009-10 |
| Campeonato Uruguayo | Peñarol | Uruguay | 2015-16 |